# Euryglossina tuberculata
Euryglossina tuberculata is een vliesvleugelig insect uit de familie Colletidae. De wetenschappelijke naam van de soort is voor het eerst geldig gepubliceerd in 1980 door Exley.